# Salentinella formenterae
Salentinella formenterae is een vlokreeftensoort uit de familie van de Salentinellidae. De wetenschappelijke naam van de soort is voor het eerst geldig gepubliceerd in 1984 door Platvoet.